# Национальный олимпийский и спортивный комитет Руанды
Национальный олимпийский и спортивный комитет Руанды (руанда Komite ya Olimpike na siporo ku rwego rw’igihugu mu Rwanda, англ. Rwanda National Olympic and Sports Committee, фр. Comité National Olympique et Sportif du Rwanda) — организация, представляющая Руанду в международном олимпийском движении. Основан и зарегистрирован в МОК в 1984 году.
Штаб-квартира расположена в Кигали. Является членом Международного олимпийского комитета, Ассоциации национальных олимпийских комитетов Африки и других международных спортивных организаций. Осуществляет деятельность по развитию спорта в Руанде.